# Nandinie
Nandinie znamenaná (Nandinia binotata) je malá šelma žijící v lesích subsaharské Afriky.
Tělo měří 37 až 63 cm, ocas je 34 až 76 cm dlouhý. Hmotnost se pohybuje od 1,2 do 3 kg. Srst má šedohnědou nebo rezavohnědou barvu, spodní část těla je světlejší. Boky a hřbet pokrývají tmavě hnědé skvrny. Na břiše a mezi prsty má pachové žlázy. Je to samotářské zvíře s noční aktivitou. Velkou část života tráví na stromech, po nichž se pohybuje extrémně mrštně. Živí se především ovocem (80 % potravy), doplňovaným hlodavci, bezobratlými, vejci a ptáky. Požírá i mršiny a lidské odpadky. Občas napadá domácí drůbež. Samice rodí jedno až čtyři mláďata (nejčastěji dvě) po asi 64 dnech březosti.
Dříve byla řazená do čeledi cibetkovitých, dnes je ale zřejmé, že jde o zcela unikátní zvíře stojící na bázi feliformních šelem. Vytváří svou vlastní čeleď Nandiniidae.
Byly popsány čtyři poddruhy:
- Nandinia binotata binotata Gray, 1830 – od Gambie po Demokratickou republiku Kongo (včetně ostrova Bioko)
- Nandinia binotata arborea Heller, 1913 – Keňa, jižní Súdán, severní Tanzanie, Uganda
- Nandinia binotata gerrardi Thomas, 1893 – Malawi, Mosambik, jihovýchodní Tanzanie (pravděpodobně také ostrov Zanzibar), severovýchodní Zambie, východní Zimbabwe
- Nandinia binotata intensa Cabrera & Ruxton, 1926 – Angola, jižní Demokratická republika Kongo, severozápadní Zambie